# سبيتسيس

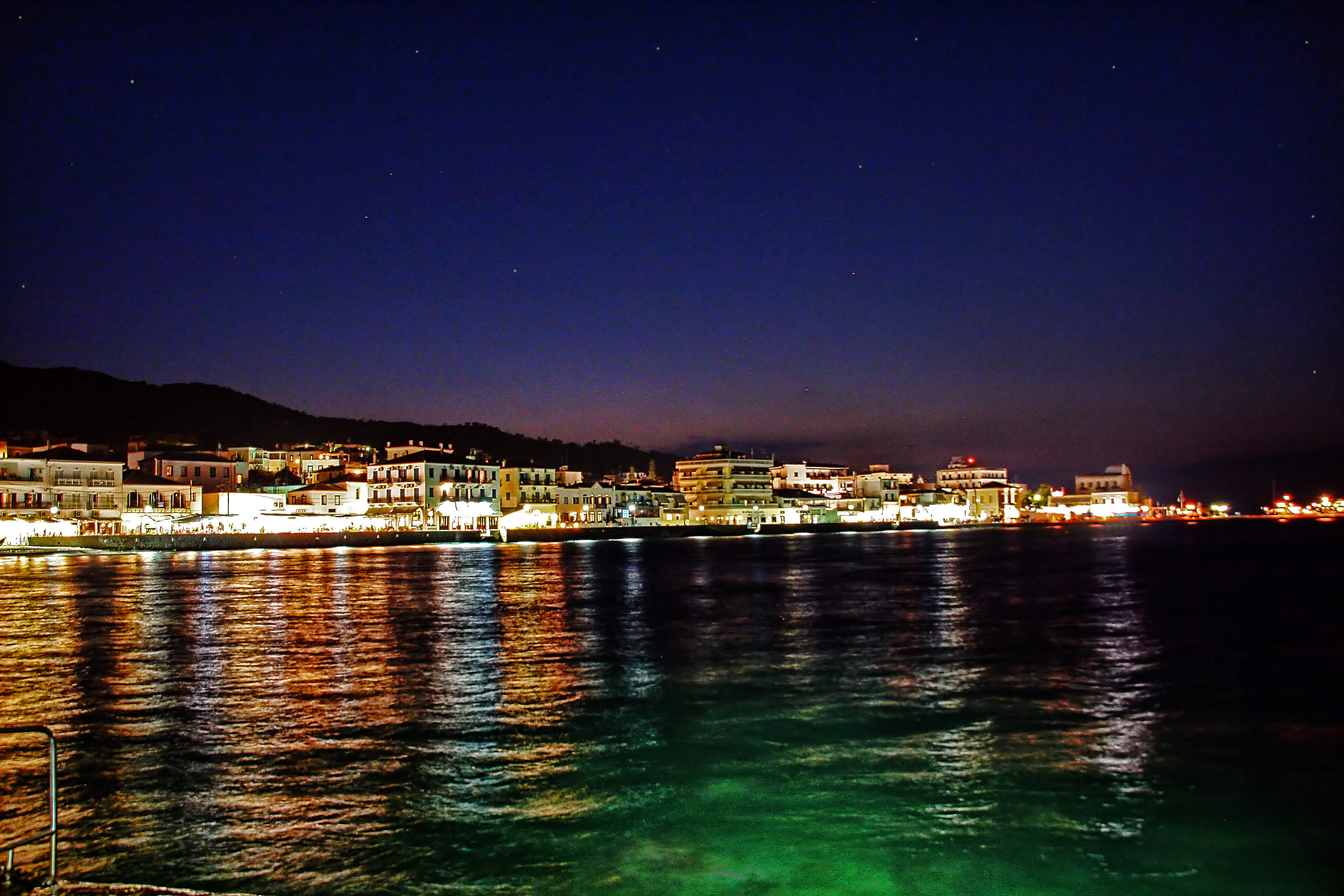
سبيتسي ليلا

سبيتسي (باليونانية:Σπέτσαι) هي جزيرة يونانية تقع في إقليم أتيكا في اليونان، يبلغ عدد سكانها حوالي 4271 نسمة (2001).

## توأمة
لسبيتسيس اتفاقيات توأمة مع:
- بايلين